# Théo Delacroix
Théo Delacroix (21 febbraio 1999) è un ciclista su strada francese che corre per il team St Michel-Mavic-Auber93; è professionista dall'agosto 2020.

## Palmarès
- 2019 (CC Étupes)

Campionati francesi, Prova in linea Under-23
- 2024 (St Michel-Mavic-Auber93, una vittoria)

Grand Prix de la ville de Pérenchies

### Altri successi
- 2018 (CC Étupes)

4ª tappa Quatre Jours des As-en-Provence (La Barben > La Barben, cronosquadre)

## Piazzamenti

### Classiche monumento
- Giro di Lombardia

2020: fuori tempo massimo

### Competizioni mondiali
- Campionati del mondo

Yorkshire 2019 - In linea Under-23: 80º

### Competizioni europee
- Campionati europei

Plouay 2020 - In linea Under-23: 86º